# Музей сумок (Амстердам)
Музей сумок — музей в Амстердаме, экспозиция которого была представлена историческими сумками, сумочками и чемоданами. Коллекция музея насчитывала 3500 экспонатов, старейшие из которых датированы началом XVI века. Это был один из трёх в мире музеев подобного направления, который обладал самой большой и наиболее полной коллекцией в мире.
Музей был открыт в 1996 году и обанкротился в связи с последствиями пандемии COVID-19.
Большинство посетителей музея были женщины. Наиболее ценным музейным экспонатом являлся мужской поясной кошелёк из козьей кожи с железными защёлками, изготовленный в XVI веке.

## История
Примерно 30 лет назад торговавшая антиквариатом жительница Амстелвеена (Amstelveen) Хендрикье Иво (Hendrikje Ivo) купила в Англии маленькую антикварную сумочку из панциря черепахи, отделанную перламутром. Сумочка была произведена в Германии в 1820 году. Интерес Хендрикье к истории этой первой сумки породил страсть к коллекционированию дамских сумок. Вскоре в её собрании насчитывалось более 3 000 сумок. Она решила показать часть своей коллекции публике. Поначалу музей существовал в двух залах виллы в Амстелвеене, но по мере роста коллекции, супруги стали подыскивать новое место. С июня 2007 года по апрель 2020 музей располагался в патриархальном здании XVII века, выходящем на самый престижный в Амстердаме канал Херенграхт (Herengracht).
В апреле 2020 года в связи с коронавирусом, который повлек за собой кризис, музей объявил о банкротстве и закрылся.
Музей входил в ОАМ (Ассоциация музеев Амстердама) и ИКОМ (Международный совет музеев).

## Коллекция
Старейшие коллекционные сумки в основном маленькие, они использовались для монет, ключей и принадлежностей для шитья. Как мужчины, так и женщины носили их, пряча под одежду, чтобы не привлекать внимания воров. Появление карманов у мужских брюк и переход от пышных юбок к более облегающей одежде у женщин привели к тому, что сумочки стали принадлежностью исключительно женской, зачастую искусно украшенной.
С началом промышленной революции XVIII века технологии и рост числа железнодорожных поездок, доступных для среднего класса, привели к созданию большей по размеру ручной клади, часто изготавливаемой из прочной кожи.
Сумки модных дизайнеров появились с середины XX века, они также представлены в коллекции, включая стеганую сумочку от Chanel и сумку Kelly от Hermès.